# Кам'яниця Костянтиновичів

Загальний вигляд кам'яниці у 1928 р.

Фасад і розріз кам'яниці Костянтиновичів. Реконструкція М. П. Цапенка

Малюнок кам'яниці за фото С. Таранушенка

Кам'яниця Костянтиновичів — пам'ятка цивільної архітектури XVIII ст. Знаходилась у центрі Чернігова на початку вулиці Горького (Гончої) на території колишньої садиби Костянтиновичів. Збудована на початку XVIII ст. Зруйнована під час Другої Світової війни. Кам'яниця досліджена, заміряна і зафотографована пам'яткоохоронцем Стефаном Таранушенком у червні 1932 р.
Кам'яниця Костянтиновичів в плані — видовжений по головній осі чотирикутник, звернений чолом на південь. Будівля складена з цегли розміру 37-35×17×5,5 см на вапняному розчині з товщиною шва 2,5-2 см.
Обмірні кресленики показують, що кам'яниця ця мала наземний поверх, а під ним льох. Партер складався з двох ізольованих камер: витягнутої по головній осі західної і близької до квадрату східної. Вхід в західну камеру містився в південній половині західного причілка. Вхід закривався залізними кованими дверима. Освітлювалось це приміщення двома вікнами, прорізаними в чільній південній стіні. У північній і східній стінах викладено по одній ніші. Перекрито західну камеру коробовим склепінням, в яке з півночі і півдня врізаються по три розпалубки.
Східне приміщення — каретня; воно освітлювалось двома вікнами — в південній та східній стінах. Широкі двері прорізають північну стіну. Перекриває каретню плоска дерев'яна стеля. Льох, як і партер, складався з двох камер, але вони сполучалися проходом. Східну камеру перекриває хрещате склепіння; вона мала дві ніші в поперечній і одну — дуже велику — в східній стіні.
Сходинки в західне приміщення льоху починалися зразу ж за залізними кованими дверима, прорізаними в північній частині західного причілка. Освітлювався льох люкарнами. Канали люкарн всередині починалися при вершині склепіння, а назовні вони виходили на рівні землі. Східну частину льоху освітлювали дві люкарни (в східній і південній стінах). Західна камера мала теж дві люкарни (обидві в південній стіні). У партері наслано дубову підлогу. У льоху — земляна долівка. Просвіти вікон і канали люкарн захищали залізні ковані ґрати. Зовні вікна і люкарни закривались залізними віконницями. Вкрито кам'яницю було крутим двосхилим дахом.
За конструктивними засобами, за характером вирішення планових і об'ємно-просторових завдань кам'яниця Костянтиновича належить до нечисленної групи старшинських кам'яниць. Виділення спеціального приміщення для карет стверджує, що кам'яницю було добудовано в другій половині XVIII ст. Каретня — характерна прикмета, що підкреслює нахил до пишноти в побуті козацької старшини в добу гетьмана Кирила Розумовського.
Характерно для тієї ж доби і зовнішнє архітектурне оформлення кам'яниці. Кути будови, внутрішню поперечну стіну, а також середину стіни видовженого приміщення партеру кам'яниці архітектор підкреслив широкими лопатками. Подібні лопатки спостерігаємо на пам'ятках Лівобережної України середини і другої половини XVIII ст. Цегляні обрамлення люкарн (ззовні) з їхніми характерними завершеннями майже цілком відтворюють обрамлення люкарн льоху Київської полкової канцелярії в Козельці, збудованої в 60-х роках XVIII ст.
Північний тильний фасад, крім лопаток, ніяких інших елементів пластичного оформлення не має. Його характерна прикмета — спокійна гладь стіни. Західний причілок підкреслено двома асиметрично прорізаними дверима. Східний причілок позначений просвітами вікна партеру і люкарни льоху, а також трьома лопатками; притому середня лопатка виступає значно енергійніше за інші. Найпишніше, живописно вільно опрацьовано південну чільну стіну. Її пластичне оформлення майстер розмістив підкреслено асиметрично. На гладі отинькованої і вибіленої стіни соковито виділяються просвіти вікон з наличниками і люкарни з обрамленням. Розміщено їх аритмічно. Вони оживляють розмірений крок лопаток. Чітко протиставлено делікатне оформлення фасадів суворій ваговитості внутрішніх просторових об'ємів.
Кам'яниця мала багато спільних рис із кам'яницею Полуботка в Любечі.